# Nationale ombudsman
De Nationale ombudsman is in Nederland een onafhankelijke ombudsman die klachten van burgers over onbehoorlijk overheidsoptreden behandelt. Hij wordt benoemd door de Tweede Kamer voor een termijn van 6 jaar. Klachten over het optreden van bestuursorganen van decentrale overheden worden sinds 1 januari 2006 ook behandeld door de Nationale ombudsman, tenzij het bestuursorgaan heeft besloten tot aansluiting bij een andere ombudsvoorziening. De Nationale ombudsman behandelt alleen klachten over individuele zaken waarvoor geen beroep bij de rechter mogelijk is. De Nationale ombudsman publiceert zijn conclusies in rapporten en in een jaarlijks verslag, die ook op internet beschikbaar zijn. De Nationale ombudsman is geen rechter, de overheid is niet verplicht om gevolgen te verbinden aan zijn uitspraken. Van de uitspraken van de Nationale ombudsman gaat evenwel een grote publicitaire en controlerende werking uit.
Het instituut Nationale ombudsman bestaat sinds 1982. In 1999 werd het in de Nederlandse Grondwet verankerd. Het begin van artikel 78a:
1. De Nationale ombudsman verricht op verzoek of uit eigen beweging onderzoek naar gedragingen van bestuursorganen van het Rijk en van andere bij of krachtens de wet aangewezen bestuursorganen.
2. De Nationale ombudsman en een substituut-ombudsman worden voor een bij de wet te bepalen termijn benoemd door de Tweede Kamer der Staten-Generaal. ...
Dit wordt uitgewerkt in de Wet Nationale ombudsman en in de Algemene wet bestuursrecht.
De Nationale ombudsman is een Hoog College van Staat. De begroting van de Ombudsman is in het betreffende onderdeel van de Rijksbegroting opgenomen.

## Functionarissen

### Huidige ambtsbekleder, substituten en bevindingen
De Nationale Ombudsman wordt benoemd door de Tweede Kamer voor de duur van zes jaar. In 2014 ontstond een controverse over de kandidatuur van Guido van Woerkom, en hij trok zijn kandidatuur uiteindelijk in. Na het vertrek van Alex Brenninkmeijer op 1 januari 2014 werd Frank van Dooren waarnemend ombudsman. Reinier van Zutphen is op 31 maart 2015 beëdigd als nieuwe Nationale ombudsman. In 2021 werd hij herbenoemd voor een tweede termijn van zes jaar.

### Voorgangers en hun bevindingen
- Reinier van Zutphen, van 1 april 2015[2] tot heden.[1]
- Joyce Sylvester, substituut sinds 27 januari 2016.[3]
- Frank van Dooren van 1 januari 2014 tot 31 maart 2015. Waarnemend ombudsman.
- Alex Brenninkmeijer van 1 oktober 2005 tot 31 december 2013. Door een aantal publicaties, mediaoptredens en uitspraken - 'de politiek is discriminatoir' - zorgde hij voor zowel kritiek als bijval. De bekendheid van het bureau Nationale ombudsman werd vergroot. In maart 2008 betoogde Alex Brenninkmeijer bij een toelichting op zijn jaarverslag dat de burger bij de overheid 'vaak kilte, onverschilligheid en verruwing' ontmoet. 'Het overgrote deel van de burgers deugt. De sleutel ligt bij de overheid'. Premier Jan Peter Balkenende vond in reactie de conclusie van de Nationale ombudsman dat de overheid bijdraagt aan de verharding in de samenleving 'een zwart-witverhaal'.
- Addie Stehouwer werd als tweede substituut op 24 april 2007 door de Tweede Kamer benoemd. Haar ambtstermijn begon op 1 juni 2007.
- Frank van Dooren werd op 1 januari 2005 benoemd tot substituut Nationale ombudsman. In 2014 werd hij waarnemend ombudsman.
- Roel Fernhout, van 1 oktober 1999 tot 1 oktober 2005. Fernhout liet zich bij herhaling zeer kritisch uit over de prestaties van de IND, waardoor hij in aanvaring kwam met de Tweede Kamer. Naar eigen zeggen was hij door gezondheidsklachten gedwongen af te zien van een tweede termijn.[4]
- Marten Oosting, van 1 oktober 1987 tot 1 oktober 1999. Oosting heeft in de twaalf jaar dat hij dat ambt bekleedde sterk bijgedragen aan de vestiging van het instituut Nationale ombudsman als gezaghebbend orgaan na de problemen in de periode Rang (parlement en politiek). Op grond van de erkenning van zijn werkzaamheden is de positie van de Nationale ombudsman in de Grondwet opgenomen. In 1996 kreeg Oosting van de Universiteit Twente (UT) voor door hem als ombudsman ontwikkelde 'zorgvuldigheidsjurisprudentie' een eredoctoraat. Volgens de UT heeft Oosting daarmee het instituut ombudsman een wetenschappelijke basis gegeven en een landelijke betekenis als Nationale ombudsman gekregen. Oosting heeft de externe bekendheid van het instituut Nationale ombudsman vergroot door te beginnen met columns in de Telegraaf.
- H.A. van Ee van 1 april 1987 - 1 oktober 1987. Waarnemend ombudsman.
- Jaap Rang, van 1 januari 1982 tot 1 april 1987. Rang had een scherp oordeel over het functioneren van de ministeries en de politie. Hij werd hierin niet door de Tweede Kamer gesteund. Rang heeft één ambtstermijn gediend.

## Voorwaarden en beperkingen indienen klacht
- Iemand moet zelf al - liefst schriftelijk - bij de overheidsinstantie geklaagd hebben, maar zonder resultaat. Als het om de wijze van klachtbehandeling door een bestuursorgaan gaat, kan men meteen naar de ombudsman stappen zonder voorafgaande klacht.
- Het verzoekschrift moet binnen één jaar na de gewraakte gedraging zijn ingediend.
- Heeft de persoon een beslissing van een overheidsinstantie gekregen waarin staat dat er "bezwaar en/of beroep" kan worden ingesteld, dan kan de Nationale ombudsman niets doen.
- Aan uitspraken van een rechter kan de Nationale ombudsman niets veranderen.
- De ombudsman kan geen oordeel geven over wetten, maar wél over de manier waarop die worden toegepast.
- Over het algemeen kun je niet bij de Nationale ombudsman terecht over algemeen verbindende voorschriften, noch over zaken die bij de rechter kunnen worden gevoerd.

Beperking van de entiteiten over wie men kan klagen:
- Bij klachten over gemeenten is bepalend of de betreffende gemeente een eigen ombudsvoorziening heeft. Heeft de gemeente geen eigen ombudsvoorziening dan is de Nationale ombudsman bevoegd.
- Een klacht over een universiteit wordt alleen behandeld als het een openbare universiteit is.
- Een klacht over een ziekenhuis wordt alleen behandeld als het een academisch ziekenhuis bij een openbare universiteit is.

Bij sommige personen en entiteiten kan de klacht alleen over bepaalde overheidsgerelateerde onderwerpen gaan; voorbeelden:
- Een klacht over de ANWB moet gaan over het afnemen van een examen of over de afgifte van een vaarbewijs.
- Een klacht over een geneeskundige moet gaan over de afgifte van een geneeskundige verklaring van geschiktheid voor de zeevaart.
- Een klacht over een notaris moet betrekking hebben op zijn uitoefening van openbaar gezag.

## Kinderombudsman
Na een jarenlange politieke discussie heeft de Tweede Kamer in april 2010 besloten tot het instellen van een Kinderombudsman met wettelijke basis. Het initiatief-wetsvoorstel van Tweede Kamerlid Khadija Arib tot het instellen van de Kinderombudsman is op 22 april 2010 aangenomen door de Tweede Kamer en op 15 juni 2010 door de Eerste Kamer. Op 3 september 2010 heeft de ministerraad de wet bekrachtigd.
Een van de taken van de Kinderombudsman is het gevraagd en ongevraagd adviseren van regering en parlement over wet- en regelgeving met betrekking tot de rechten van kinderen en jeugdigen tot 18 jaar. Ook behandelt de Kinderombudsman klachten van kinderen en jeugdigen die betrekking hebben op de overheid en private organisaties in het onderwijs, de kinderopvang, jeugdzorg en de gezondheidszorg. Daarnaast kan de Kinderombudsman mogelijke schendingen van het kinderrechten in Nederland onderzoeken.
Op 15 februari 2011 is Marc Dullaert door de Tweede Kamer benoemd tot eerste Kinderombudsman. Hij is op 1 april 2011 gestart met zijn werkzaamheden. De Kinderombudsman is een landelijk functionerend instituut dat naleving van de rechten van kinderen en jongeren onafhankelijk aan de orde stelt. De Kinderombudsman is een substituut-ombudsman van de Nationale ombudsman; hij heeft echter een geheel eigen werkterrein en moet zich zelfstandig verantwoorden naar de Eerste en Tweede Kamer. Margrite Kalverboer is op 20 april 2016 benoemd tot Kinderombudsman en volgt daarmee Marc Dullaert op.

## Directie
Het Bureau Nationale ombudsman beschikt tevens over een directeur, die o.a. verantwoordelijk is voor intern beleid. Sinds 8 november 2018 is Hanneke van Essen de directeur.